# Meles
|  | Per a altres significats, vegeu «Meles (gènere)». |

Meles (llatí: Melae) va ser una ciutat dels samnites caudins esmentada només per Titus Livi.
El cònsol romà Quint Fabi Màxim Berrugós la va ocupar l'any 214 aC. Una ciutat que Titus Livi esmenta com Meles (no Melae) diu que la va conquerir l'any 210 aC Marc Claudi Marcel, però les dos ciutat podrien ser la mateixa, encara que no se sap on podria estar situada.